# Stavangerkameratene
Stavangerkameratene è un gruppo musicale norvegese formato a Stavanger nel 2015 e composto da Kjartan Salvesen, Tommy Fredvang, Glenn Lyse e Ole Alexander Mæland.

## Storia del gruppo
Kjartan Salvesen, Tommy Fredvang, Glenn Lyse e Ole Alexander Mæland, tutti già affermati nella scena musicale norvegese, si sono incontrati nel 2015 quando hanno cantato alla cerimonia di apertura di un torneo di pallavolo a Stavanger. Il presentatore dell'evento, Stian Blipp, si riferiva a loro come "Stavangerkameratene" ("i compagni di Stavanger"), che è diventato il nome del loro sodalizio musicale avviato l'anno successivo con il singolo di debutto Vekk meg opp. Il loro singolo successivo, Bare så du vett det, è diventato il loro maggiore successo, con oltre 30 milioni di riproduzioni in streaming a livello nazionale, che hanno fruttato al pezzo cinque dischi di platino.
Nel 2017 è uscito il loro album di debutto eponimo, che ha raggiunto la 9ª posizione della classifica norvegese ed è stato certificato doppio disco di platino dalla IFPI Norge con oltre 40 000 unità vendute a livello nazionale. Il loro secondo album, Ein for alle, ha debuttato al 34º posto della VG-lista nel 2018.
Nel 2021 hanno partecipato al Melodi Grand Prix, il processo di selezione norvegese per l'Eurovision Song Contest, con l'inedito Barndomsgater. L'emittente nazionale NRK li ha selezionati fra i sei finalisti di diritto.

## Discografia

### Album in studio
- 2017 – Stavangerkameratene
- 2018 – Ein for alle

### EP
- 2016 – Bare så du vett det - Remiks EP
- 2018 – Sånn é det bare

### Singoli
- 2016 – Vekk meg opp
- 2016 – Bare så du vett det
- 2016 – Bare du
- 2017 – Nettet (digitale hjerter og smilefjes)
- 2017 – Vil du shalala
- 2017 – Forelska meg i deg igjen
- 2017 – Eg vett at du såg meg
- 2018 – Det e'kje någe å tenka på
- 2018 – Har du lyst, har du lov
- 2018 – Pengane
- 2019 – Ikke gå fra meg nå
- 2019 – Någe eg kan gjøre for deg
- 2019 – Hemningane
- 2019 – Verre enn deg
- 2019 – Blåberå - det e Viking det
- 2020 – Ka e ord
- 2020 – Himmel på jord
- 2021 – Barndomsgater/Who I Am